# Mistrzostwa Świata w Short Tracku 1986
11. Mistrzostwa Świata w Short Tracku odbyły się we Francji, w Chamonix-Mont-Blanc, w dniach 4 – 6 kwietnia 1986 roku. Rozegrano 10 konkurencji: 500 m, 1000 m, 1500 m, 3000 m kobiet i mężczyzn oraz sztafetę 3000 m kobiet i 5000 m mężczyzn. Medale przyznano w wieloboju i sztafetach. W klasyfikacji medalowej najlepsi byli Kanadyjczycy. 

## Klasyfikacja medalowa
| Lp. | Kraj              | Złoto | Srebro | Brąz | Razem |
| 1.  | Kanada            | 1     | 4      | 1    | 6     |
| 2.  | Japonia           | 1     | 1      | 1    | 3     |
| 3.  | Holandia          | 1     | 0      | 1    | 2     |
| 4.  | Stany Zjednoczone | 1     | 0      | 0    | 1     |

## Medaliści
| Konkurencja | Złoto                                                                                      | Srebro                                                                                     | Brąz                                                                                                 |
| Mężczyźni   |                                                                                            |                                                                                            | |
| Wielobój    | Tatsuyoshi Ishihara                                                                        | Guy Daignault                                                                              | Robert Dubreuil                                                                                      |
| Sztafeta    | Holandia Menno Boelsma · Peter van der Velde · Jaco Mos · Charles Veldhoven · Jeroen Otter | Kanada Robert Dubreuil · Louis Grenier · Michel Daignault · Guy Daignault · Michel Delisle | Japonia Toshinobu Kawai · Yuichi Akasaka · Tatsuyoshi Ishihara · Yasuhiko Homma                      |
| Kobiety     |                                                                                            |                                                                                            | |
| Wielobój    | Bonnie Blair                                                                               | Nathalie Lambert Maryse Perreault                                                          | |
| Sztafeta    | Kanada Susan Auch · Nathalie Lambert · Ariane Loignon · Eden Donatelli · Maryse Perreault  | Japonia Hiromi Takeuchi · Mariko Kinoshita · Eiko Shishii · Yumiko Yamada                  | Holandia Esmeralda Ossendrijver · Monique Velzeboer · Simone Velzeboer · Manuela ten Kortenaar-Ossen |

## Wyniki
| Konkurencja | 1.                  | 2.               | 3.                  |
| Mężczyźni   |                     |                  |                     |
| 500 metrów  | Tatsuyoshi Ishihara | Robert Dubreuil  | Wilfred O’Reilly    |
| 1000 metrów | Guy Daignault       | Yuichi Akasaka   | Tatsuyoshi Ishihara |
| 1500 metrów | Tatsuyoshi Ishihara | Michel Daignault | Robert Dubreuil     |
| 3000 metrów | Toshinobu Kawai     | Guy Daignault    | Robert Dubreuil     |
| Kobiety     |                     |                  |                     |
| 500 metrów  | Bonnie Blair        | Maryse Perreault | Cristina Sciolla    |
| 1000 metrów | Bonnie Blair        | Nathalie Lambert | Tara Laszlo         |
| 1500 metrów | Bonnie Blair        | Nathalie Lambert | Tara Laszlo         |
| 3000 metrów | Eiko Shishii        | Bonnie Blair     | Maryse Perreault    |